# Države in zvezna ozemlja Indije
Indija je federacija, ki jo sestavlja 28 držav in 8 zveznih ozemelj s skupno 36 entitetami. Zvezne države in ozemlja unije so nadalje razdeljena na upravna območja in okrožja ter manjše upravne enote.

## Zgodovina

### 1858-1947
Indijski podcelini je v njeni zgodovini vladalo veliko različnih etničnih skupin, od katerih je vsaka uvedla svojo politiko upravne delitve v regiji.
Indijski imperij je večinoma ohranil upravno strukturo predhodnega Mogulskega cesarstva. Indija je bila razdeljena na province (prej predsedstva), ki jih je neposredno upravljal indijski cesar (ki je bil hkrati tudi kralj Združenega kraljestva in dominionov), čeprav je bil podkralj in generalni guverner Indije, in knežje države, ki so ji vladali indijski knezi, ki so priznavali suverenost (suzerenstvo) cesarja.
Nekatere knežje države so bile umeščene v provinco in imenovan je bil agent guvernerja province (AG), ki je nadzoroval odnose med konstitutivnimi državami province in provincialno vlado. Druge države so bile neposredno povezane z vlado Indije, imenovan je bil agent generalnega guvernerja Indije (AGG), ki je nadzoroval odnose med sestavnimi kneževskimi državami agencije in indijsko vlado. Generalni guverner je imenoval rezidenta za vsako od preostalih držav (in sicer Hiderabad, Gvalior, Misore in Kašmir).
Obstajale so tri vrste provinc. Guvernerska provinca je bila provinca, ki jo je upravljal imenovani guverner, njegov svet in premier, ki sta bila izvoljena. Provinco glavnega komisarja je neposredno upravljala indijska vlada prek imenovanega glavnega komisarja. Obstajala je ena avtonomna provinca, Burma, ki jo je prav tako upravljal guverner, vendar je imela večjo stopnjo samoupravljanja v primerjavi z drugimi provincami. (Burma je leta 1937 postala kronska kolonija.)

### 1947–1950
Med letoma 1947 in 1950 so bila ozemlja kneževin politično vključena v novo Indijsko unijo. Večina je bila združena v obstoječe province; drugi so bili organizirani v nove province in države, kot so Radžastan, Himačal Pradeš, Malva Union, Baghelkhand in Bundelkhand State Union ter Patiala in East Pandžab State Union, sestavljene iz več kneževskih držav; nekaj, med njimi Misore, Hiderabad, Bhopal in Bilaspur, je postalo ločenih držav. Z novo indijsko ustavo, ki je začela veljati 26. januarja 1950, je Indija postala suverena demokratična republika. Nova republika je bila tudi razglašena za Zvezo držav. Ustava iz leta 1950 je razlikovala med tremi glavnimi vrstami držav:
- Zveznimi državami dela A, ki so bile nekdanje guvernerske province Indije, je vladal izvoljeni guverner in državni zakonodajalec. Teh je bilo devet
- Osem držav dela B je bilo nekdanjih kneževskih držav ali skupin kneževin, ki jih je vodil radžpramukh, ki je bil običajno vladar konstitutivne države, in izvoljena zakonodaja. Radžpramukha je imenoval indijski predsednik.
- Deset držav dela C je vključevalo tako province nekdanjih glavnih komisarjev kot nekatere knežje države, vsako pa je vodil glavni komisar, ki ga je imenoval indijski predsednik.

### Reorganizacija držav (1951–1956)
Država Andra je bila ustanovljena 1. oktobra 1953 iz teluško govorečih severnih okrožij države Madras.
Francoska enklava Chandernagore je bila leta 1954 prenesena v Zahodno Bengalijo. Istega leta je bil Pondicherry, ki obsega nekdanje francoske enklave Pondichéry, Karikal, Yanaon in Mahé, prenesen v Indijo; to je leta 1962 postalo ozemlje unije.
Prav tako leta 1954 so proindijske sile osvobodile portugalski enklavi Dadrá in Nagar Aveli ter razglasile kratkotrajno de facto državo Free Dadra in Nagar Haveli. Leta 1961 ju je Indija priključila kot Unijino ozemlje Dadra in Nagar Haveli.
Zakon o reorganizaciji držav iz leta 1956 je reorganiziral države na podlagi jezikovnih linij, kar je povzročilo nastanek novih držav.

### Po letu 1956
Država Bombaj je bila 1. maja 1960 razdeljena na jezikovni državi Gudžarat in Maharaštra z zakonom o reorganizaciji Bombaja. Nekdanje ozemlje Unije Nagaland je 1. decembra 1963 doseglo državnost. Zakon o reorganizaciji Pandžaba iz leta 1966 je povzročil ustanovitev Harjane 1. novembra in prenos severnih okrožij Pandžaba v Himačal Pradeš. Zakon je tudi določil Čandigarh kot ozemlje unije in skupno prestolnico Pandžaba in Harjane.
Država Madras se je leta 1969 preimenovala v Tamil Nadu. Severovzhodne države Manipur, Meghalaja in Tripura so bile ustanovljene 21. januarja 1972. Država Misore se je leta 1973 preimenovala v Karnataka. 16. maja 1975 je Sikim postal 22. država Indijske unije; odpravljena je bila državna monarhija. Leta 1987 sta Arunačal Pradeš in Mizoram 20. februarja postala državi, 30. maja jima je sledila Goa, medtem ko je nekdanje ozemlje unije severnih eksklav Goa, Daman in Diu Damão in Diu postalo ločeno ozemlje unije kot Daman in Diu.
Novembra 2000 so nastale tri nove države, in sicer:
- Čhatisgarh, iz vzhodnega Madja Pradeš
- Utarančal iz severozahodnega Utar Pradeš (preimenovan v Utarakhand leta 2007) in
- Džharkhand, iz južnih okrožij Biharja z uveljavitvijo zakona o reorganizaciji države Madja Pradeš iz leta 2000, zakona o reorganizaciji države Utar Pradeš iz leta 2000 in zakona o reorganizaciji države Bihar iz leta 2000.

Pondicherry se je leta 2007 predimenoval v Pudučeri, Orisa pa leta 2011 v Odiši. Telangana je bila ustanovljena 2. junija 2014 iz desetih nekdanjih okrožij severozahodnega Andra Pradeša.
Avgusta 2019 je indijski parlament sprejel zakon o reorganizaciji Džamuja in Kašmirja iz leta 2019, ki vsebuje določbe za reorganizacijo države Džamu in Kašmir v dve ozemlji unije; Džamu in Kašmir ter Ladak, velja od 31. oktobra 2019. Novembra istega leta je indijska vlada uvedla zakonodajo za združitev zveznih ozemelj Daman in Diu ter Dadra in Nagar Haveli v enotno zvezno ozemlje, imenovano Dadra in Nagar Haveli ter Daman in Diu, ki je začela veljati 26. januarja 2020.

## Države in ozemlja Unije

### Države
| Država            | ISO   | Avtomobilska oznaka | Cona                      | Glavno mesto                           | Največje mesto     | Ustanovitev       | Št. prebivalcev (2011) | Površina (km2) | Uradni jezik                              | Dodatni uradni jeziki |
| ----------------- | ----- | ------------------- | ------------------------- | -------------------------------------- | ------------------ | ----------------- | ---------------------- | -------------- | ----------------------------------------- | --- |
| Andra Pradeš      | IN-AP | AP                  | Južni conski svet         | Amaravati                              | Visakhapatnam      | 1. november 1956  | 49.506.799             | 162.975        | Telugu                                    | Urdujščina |
| Arunačal Pradeš   | IN-AR | AR                  | Severovzhodni conski svet | Itanagar                               | Itanagar           | 20. februar 1987  | 1.383.727              | 83.743         | angleščina                                | — |
| Asam              | IN-AS | AS                  | North-Eastern             | Dispur                                 | Guvahati           | 26. januar 1950   | 31.205.576             | 78.438         | asamščina, boro                           | bengalščina |
| Bihar             | IN-BR | BR                  | Vzhodni conski svet       | Patna                                  | Patna              | 26. januar 1950   | 104.099.452            | 94.163         | Hindijščina                               | Urdujščina |
| Čhatisgarh        | IN-CT | CG                  | Centralni conski svet     | Raipur                                 | Raipur             | 1. november 2000  | 25.545.198             | 135.194        | Hindijščina                               | čhatisgarhiščina |
| Goa               | IN-GA | GA                  | Zahodni conski svet       | Panadži                                | Vasco da Gama      | 30. maj 1987      | 1.458.545              | 3702           | konkani                                   | marathi |
| Gudžarat          | IN-GJ | GJ                  | Zahodni                   | Gandhinagar                            | Ahmedabad          | 1- maj 1960       | 60.439.692             | 196.024        | gudžarati, hindijščina                    | — |
| Harjana           | IN-HR | HR                  | Severni conski svet       | Čandigarh                              | Faridabad          | 1. november 1966  | 25.351.462             | 44.212         | hindijščina                               | pandžabščina |
| Himačal Pradeš    | IN-HP | HP                  | Severni                   | Šimla (poleti) Dharamšala (pozimi)     | Šimla              | 25. januar 1971   | 6.864.602              | 55.673         | hindijščina                               | sanskrt |
| Džharkhand        | IN-JH | JH                  | Vzhodni                   | Ranči                                  | Džamšedpur         | 15. november 2000 | 32.988.134             | 79.714         | hindijščina                               | angika, bengalščina, bhodžpuri, bhumidž, ho, kharia, khortha, kurmali, kurukh, magahi, maithili, mundari, nagpuri, odia, santali, urdujščina |
| Karnataka         | IN-KA | KA                  | Južni                     | Bangalore                              | Bangalore          | 1. november 1956  | 61.095.297             | 191.791        | Kanada                                    | — |
| Kerala            | IN-KL | KL                  | Južni                     | Thiruvananthapuram                     | Thiruvananthapuram | 1. november 1956  | 33.406.061             | 38.863         | Malajalam                                 | angleščina |
| Madja Pradeš      | IN-MP | MP                  | Centralni                 | Bhopal                                 | Indore             | 26. januar 1950   | 72.626.809             | 308.252        | hindijščina                               | — |
| Maharaštra        | IN-MH | MH                  | Zahodni                   | Mumbaj (poleti) Nagpur (pozimi)        | Mumbaj             | 1. maj 1960       | 112.374.333            | 307.713        | marathi                                   | — |
| Manipur           | IN-MN | MN                  | Severovzhodni             | Imphal                                 | Imphal             | 21. januar 1972   | 2.855.794              | 22.327         | meitei                                    | angleščina |
| Meghalaja         | IN-ML | ML                  | Severovzhodni             | Šilong                                 | Šilong             | 21. januar 1972   | 2.966.889              | 22.429         | angleščina                                | — |
| Mizoram           | IN-MZ | MZ                  | Severovzhodni             | Aizavl                                 | Aizavl             | 20. februar 1987  | 1.097.206              | 21.081         | mizo, angleščina                          | — |
| Nagaland          | IN-NL | NL                  | Severovzhodni             | Kohima                                 | Dimapur            | 1. december 1963  | 1.978.502              | 16.579         | angleščina                                | — |
| Odiša             | IN-OR | OD                  | Vzhodni                   | Bhubanesvar                            | Bhubanesvar        | 26. januar 1950   | 41.974.218             | 155.707        | odia                                      | — |
| Pandžab           | IN-PB | PB                  | Severni                   | Čandigarh                              | Ludhiana           | 1. november 1966  | 27.743.338             | 50.362         | pandžabščina                              | — |
| Radžastan         | IN-RJ | RJ                  | Severni                   | Džaipur                                | Džaipur            | 26. januar 1950   | 68.548.437             | 342.239        | hindijščina                               | angleščina |
| Sikim             | IN-SK | SK                  | Severovzhodni             | Gangtok                                | Gangtok            | 16. maj 1975      | 610.577                | 7096           | nepalščina, sikimščina, lepča, angleščina | gurung, limbu, magar, sunvar, nevari, rai, šerpa, tamang                                                                                     |
| Tamil Nadu        | IN-TN | TN                  | Južni                     | Čenaj                                  | Čenaj              | 1. november 1956  | 72.147.030             | 130.058        | tamilščina                                | angleščina |
| Telangana         | IN-TG | TS                  | Južni                     | Hiderabad                              | Hiderabad          | 2. junij 2014     | 35.193.978             | 112.077        | telugu                                    | urdujščina |
| Tripura           | IN-TR | TR                  | Severovzhodni             | Agartala                               | Agartala           | 21. januar 1972   | 3.673.917              | 10.491         | bengalščina, angleščina, kokborok         | — |
| Utar Pradeš       | IN-UP | UP                  | Centralni                 | Lucknov                                | Lucknov            | 26. januar 1950   | 199.812.341            | 240.928        | hindijščina                               | urdujščina |
| Utarakhand        | IN-UT | UK                  | Centralni                 | Bhararisain (poleti) Dehradun (pozimi) | Dehradun           | 9. november 2000  | 10.086.292             | 53.483         | hindijščina                               | sanskrt |
| Zahodna Bengalija | IN-WB | WB                  | Vzhodni                   | Kalkuta                                | Kalkuta            | 26. januar 1950   | 91.276.115             | 88.752         | bengalščina, angleščina                   | nepalščina, hindujščina, odia, pandžabščina, santali, telugu, urdu, kamatapuri, rangpuri, kurmali, kurukh                                    |

### Zvezna ozemlja
| Zvezna ozemlja                        | ISO 3166-2:IN | Avtomobilska oznaka | Cona    | Glavno mesto                     | Največje mesto | Ustanovitev      | Št. prebivalcev (2011) | Površina] (km2) | Uradni jezik                                      | Dodatni uradni jeziki |
| ------------------------------------- | ------------- | ------------------- | ------- | -------------------------------- | -------------- | ---------------- | ---------------------- | --------------- | ------------------------------------------------- | --------------------- |
| Andamanski in Nikobarski otoki        | IN-AN         | AN                  | Južni   | Port Blair                       | Port Blair     | 1. november 1956 | 380.581                | 8249            | hindijščina, angleščina                           | —                     |
| Čandigarh                             | IN-CH         | CH                  | Severni | Čandigarh                        | Čandigarh      | 1. november 1966 | 1.055.450              | 114             | English                                           | —                     |
| Dadra in Nagar Haveli in Daman in Diu | IN-DH         | DD                  | Zahodni | Daman                            | Silvasa        | 26. januar 2020  | 587.106                | 603             | hindijščina, angleščina                           | gudžarati             |
| Delhi                                 | IN-DL         | DL                  | Severni | New Delhi                        | Delhi          | 1. november 1956 | 16.787.941             | 1484            | hindijščina, angleščina                           | pandžabščina, Urdu    |
| Džamu in Kašmir                       | IN-JK         | JK                  | Severni | Šrinagar (poleti) Džamu (pozimi) | Šrinagar       | 31. oktober 2019 | 12.258.433             | 42.241          | dogri, hindijščina, angleščina, kašmirščina, urdu | —                     |
| Ladak                                 | IN-LA         | LA                  | Severni | Leh (poleti) Kargil (pozimi)     | Leh            | 31. oktober 2019 | 290.492                | 59.146          | hindijščina, angleščina                           | —                     |
| Lakadivi                              | IN-LD         | LD                  | Južni   | Kavarati                         | Androt         | 1. november 1956 | 64.473                 | 32              | English, Hindi                                    | malajalam             |
| Puducherry                            | IN-PY         | PY                  | Južno   | Pondicherry                      | Pondicherry    | 16. avgust 1962  | 1.247.953              | 479             | tamilščina, angleščina, francoščina               | telugu, malajalam     |